# Тумаркин, Андрей Юрьевич
Андрей Юрьевич Тумаркин (род. 11 октября 1976 года) — российский кинематографист, сценарист, продюсер, журналист автор и соавтор сценариев и идей многих фильмов и сериалов.

## Сценарист
Автор десятков сценариев, среди них:
- 2025 — Невский-8 (сериал, реж. Денис Нейманд)
- 2025 — Первый отдел-5 (сериал, реж. Михаил Вассербаум)
- 2025 — Чужой район-4 (сериал, реж. Андрей Коршунов)
- 2025 — Шеф. Призраки прошлого (сериал, реж. Михаил Вассербаум)
- 2025 — Первый отдел-4 (сериал, реж. Максим Бриус)
- 2023 — Первый отдел-3 (сериал, реж. Денис Нейманд)
- 2023 — Настоящий (ориг. идея)
- 2022 — Комитет (сериал, реж. Михаил Вассербаум)
- 2022 — Первый отдел-2 (сериал, реж. Денис Нейманд)
- 2021 — Шеф. Возвращение (сериал, реж. Михаил Вассербаум)
- 2021 — Полицейское братство
- 2020 — Первый отдел (сериал, реж. Денис Нейманд)
- 2020 — Зоя (участие)
- 2020 — Реализация-2
- 2019 — Невский. Тень архитектора
- 2019 — Реализация
- 2019 — Анонимный детектив
- 2019 — Северная звезда
- 2018 — Невский. Чужой среди чужих
- 2017 — Невский. Проверка на прочность
- 2017 — Шеф. Игра на повышение (сериал, реж. Олег Ларин)
- 2017 — Казнить нельзя помиловать (ТВ-сериал)[5]
- 2016 — Невский (автор идеи)
- 2015 — Шеф. Новая жизнь (сериал, реж. Олег Ларин)
- 2014 — След тигра (телевизионный, реж. Алексей Козлов)
- 2014 — Русский характер (телевизионный, реж. Александр Якимчук)
- 2014 — Последний день (многосерийный, реж. Ким Дружинин)
- 2014 — Брат за брата 3 (сериал, реж. Олег Туранский, Олег Филипенко)
- 2014—2015 — Ленинград 46 (сериал, реж. Игорь Копылов)[6]
- 2014 — Белая ночь (многосерийный, реж. Александр Якимчук)
- 2013—2014 — Чужой район-3
- 2013 — Розыскник (многосерийный, реж. Арменак Назикян)
- 2013 — Трасса (многосерийный, реж. Максим Демченко)
- 2012 — Механик (телевизионный, реж. Игорь Копылов)
- 2013 — Шеф-2 (сериал, реж. Олег Ларин)
- 2013 — Чужой район-2 (сериал, реж. Максим Бриус)[7]
- 2012 — Братство десанта (сериал, реж. Арменак Назикян)
- 2012 — Шеф (сериал, реж. Олег Ларин)
- 2012 — Возвращение (телевизионный, реж. Олег Ларин)
- 2012 — Дознаватель (сериал, реж. Андрей Коршунов)[8]
- 2011 — Честь (телевизионный, реж. Игорь Москвитин)
- 2011 — Чужой район
- 2011 — Квартал (телевизионный, реж. Олег Ларин)
- 2011 — Последний герой (телевизионный, реж. Виктор Татарский)
- 2011 — Очкарик (телевизионный, реж. Игорь Копылов)
- 2011 — Дубля не будет (телевизионный, реж. Петр Амелин)
- 2011 — Коммуналка (телевизионный, реж. Максим Бриус)
- 2010 — Одиночка (телевизионный, реж. Сергей Щербин)

## Продюсер
- 2025 — Невский-8 (креат.) (сериал, реж. Денис Нейманд)
- 2024 — Шеф. Призраки прошлого (сериал, реж. Михаил Вассербаум) (креат.)
- 2024 — Первый отдел-4 (сериал, реж. Максим Бриус) (креат.)
- 2024 — Невский. Близкий враг (креат.) (сериал, реж. Игорь Драка)
- 2023 — Первый отдел-3 (сериал, реж. Денис Нейманд) (креат.)
- 2023 — Настоящий (креат.)
- 2022 — Комитет (сериал, реж. Михаил Вассербаум) (креат.)
- 2022-2023 — Невский. Расплата за справедливость (креат.)
- 2022 — Первый отдел-2 (сериал, реж. Денис Нейманд) (креат.)
- 2021 — Шеф. Возвращение (сериал, реж. Михаил Вассербаум) (креат.)
- 2021 — Невский. Охота на Архитектора (креат.)
- 2021 — Полицейское братство (креат.)
- 2020 — Первый отдел (сериал, реж. Денис Нейманд) (креат.)
- 2020 — Зоя (участие) (креат.)
- 2020 — Реализация-2 (креат.)
- 2020 — Невский. Тень архитектора (креат.)
- 2019 — Реализация (креат.)
- 2019 — Анонимный детектив (креат.)
- 2019 — Северная звезда (креат.)
- 2019 — Невский. Чужой среди чужих (креат.)
- 2017 — Невский. Проверка на прочность (креат.)
- 2017 — Шеф. Игра на повышение (креат.)
- 2016 — Невский (креат.)
- 2015 — Казнить нельзя помиловать (креат.)
- 2015 — Высокие ставки (креат.)
- 2015 — Шеф. Новая жизнь (креат.)
- 2014 — Подозрение (креат.)
- 2014 — Лучшие враги (креат.)
- 2014 — Белая ночь (креат.)
- 2010 — Чёрный город
- 2010 — Фокусник-2
- 2010 — Отставник-2
- 2010 — Одиночка
- 2010 — Наших бьют!
- 2010 — Настоятель
- 2010 — Брат за брата (Россия, Украина)
- 2009 — Фокусник
- 2009 — Отставник
- 2009 — Дорожный патруль — 3
- 2009 — Нездоровая конкуренция, 6-я серия
- 2008—2009 — Улицы разбитых фонарей-9
- 2008 — Напарник, 7-я серия
- 2008 — Очевидное вероятно, 13-я серия
- 2008 — Контрольный выстрел, 16-я серия
- 2007 — Спецгруппа
- 2007 — Нехорошая квартира, фильм 1
- 2007 — Точка разлома, фильм 4
- 2007 — Обратный след, фильм 5
- 2006—2007 — Улицы разбитых фонарей-8
- 2006 — Иголка в стоге сена, 5-я серия
- 2006 — Собачья работа, 21-я серия
- 2007 — Высокие технологии, 10-я серия
- 2005—2006 — Улицы разбитых фонарей-7
- 2005 — Человек за спиной, 21-я серия
- 2005 — Стрела судьбы, 24-я серия
- 2004 — Улицы разбитых фонарей-6
- 2004 — Простая формальность, 1-я серия
- 2004 — Основная версия, 2-я серия
- 2004 — Дуплет, 5-серия
- 2003 — Улицы разбитых фонарей-5
- 2003 — Герой дня, 8-я серия
- 2003 — Налог на убийство, 17-я серия
- 2003 — Последний урок, 23-я серия
- 2003 — Горячие головы, 26-я серия

## Автор идеи
- 2016 — Невский
- 2015 — Высокие ставки (сериал, реж. Богдан Дробязко)[9]
- 2014 — Ленинград-46 (сериал, реж. Игорь Копылов)
- 2014 — Подозрение (многосерийный, реж. Арменак Назикян)
- 2012 — Брат за брата 2 (сериал, реж. Олег Туранский, Олег Филипенко)
- 2012 — Двое (телевизионный, реж. Виктор Татарский)
- 2012 — Отпуск (телевизионный, реж. Андрей Коршунов)
- 2010 — Чёрный город (телевизионный, реж. Виктор Татарский)

## Награды
- Орден «За благородство помыслов и дел» за создание сериала «Брат за брата»[источник не указан 2258 дней]
- Ведомственная медаль Следственного комитета РФ «За содействие» (5 октября 2018)[10][11][12][13]
- Диплом победителя в номинации «Сценарий» конкурса «Телевизионные игровые фильмы» XVII Международного телекинофорум «Вместе» (2016-й год), фильм «Русский характер».[14]